# Pycnoscelus
Pycnoscelus es una especie de cucarachas de la familia Blaberidae. Hay alrededor de 15 especies descritas en el género Pycnoscelus.

## Especies
Estas 16 especies pertenecen al género Pycnoscelus:
- Pycnoscelus aurantius Hanitsch, 1935
- Pycnoscelus confertus (Walker, 1869)
- Pycnoscelus femapterus Roth, 1998
- Pycnoscelus gorochovi Anisyutkin, 2002
- Pycnoscelus indicus (Fabricius, 1775)
- Pycnoscelus janetscheki Bey-Bienko, 1968
- Pycnoscelus micropterus Hanitsch, 1931
- Pycnoscelus niger (Brunner von Wattenwyl, 1865)
- Pycnoscelus rothi Anisyutkin, 2002
- Pycnoscelus rufus  Bey-Bienko, 1950
- Pycnoscelus schwendingeri Anisyutkin, 2018
- Pycnoscelus semivitreus Princis, 1967
- Pycnoscelus striatus (Kirby, 1903)
- Pycnoscelus surinamensis (Linnaeus, 1758) (cucaracha de Surinam)
- Pycnoscelus tenebriger (Walker, 1868)
- Pycnoscelus vietnamensis Anisyutkin, 2002